# Royal Leamington Spa
Royal Leamington Spa (potocznie nazywane także Leamington Spa lub Leamington) – miasto-uzdrowisko i civil parish w centrum hrabstwa Warwickshire, w Anglii, w dystrykcie Warwick. W 2011 roku civil parish liczyła 49 491 mieszkańców. 
Jego nazwa wywodzi się od przepływającej przez miasto rzeki Leam. Leamington Spa został wspomniana w Domesday Book (1086) jako Lamistone.

## Znane osoby związane z miastem
- w Leamington Spa mieszkał i został pochowany polski żołnierz i minister emigracyjny Zbigniew Scholtz (1917-1990)[4][5].
- z miasta pochodzi piłkarz Ben Foster.
- w 1979 roku zmarła tu Gerti Deutsch austriacka i brytyjska fotograf i fotoreporter[6]
- urodził się tutaj znany brytyjski okultysta Aleister Crowley
- z miasta pochodzi Christian Horner

## Współpraca
- Sceaux, Francja
- Brühl, Niemcy
- Heemstede, Holandia
- Homel, Białoruś
- Leamington, Kanada
- Bo, Sierra Leone